# UNGG炉

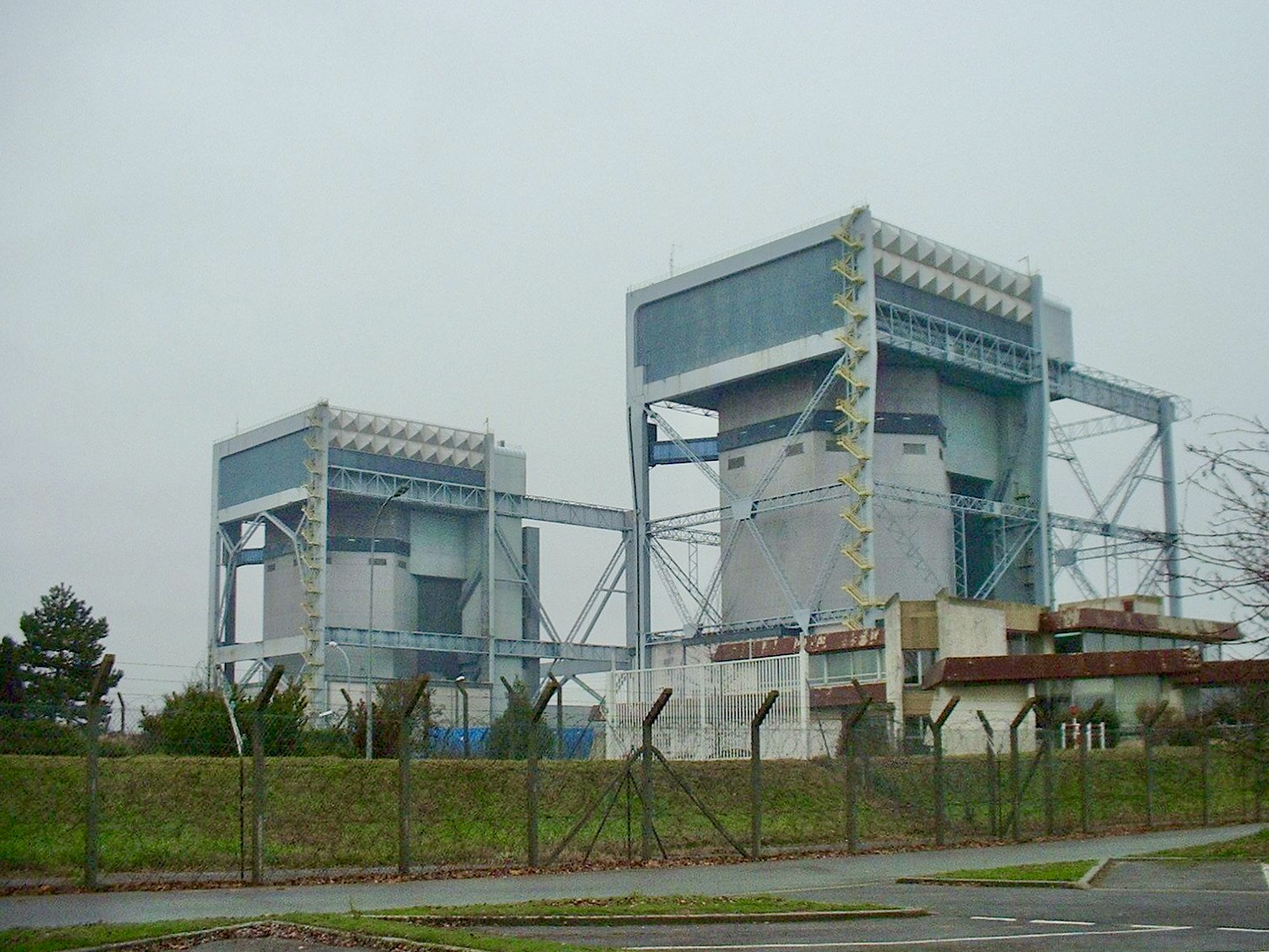
サン=ローラン=デ=ゾー原子力発電所に設置された2基のUNGG炉

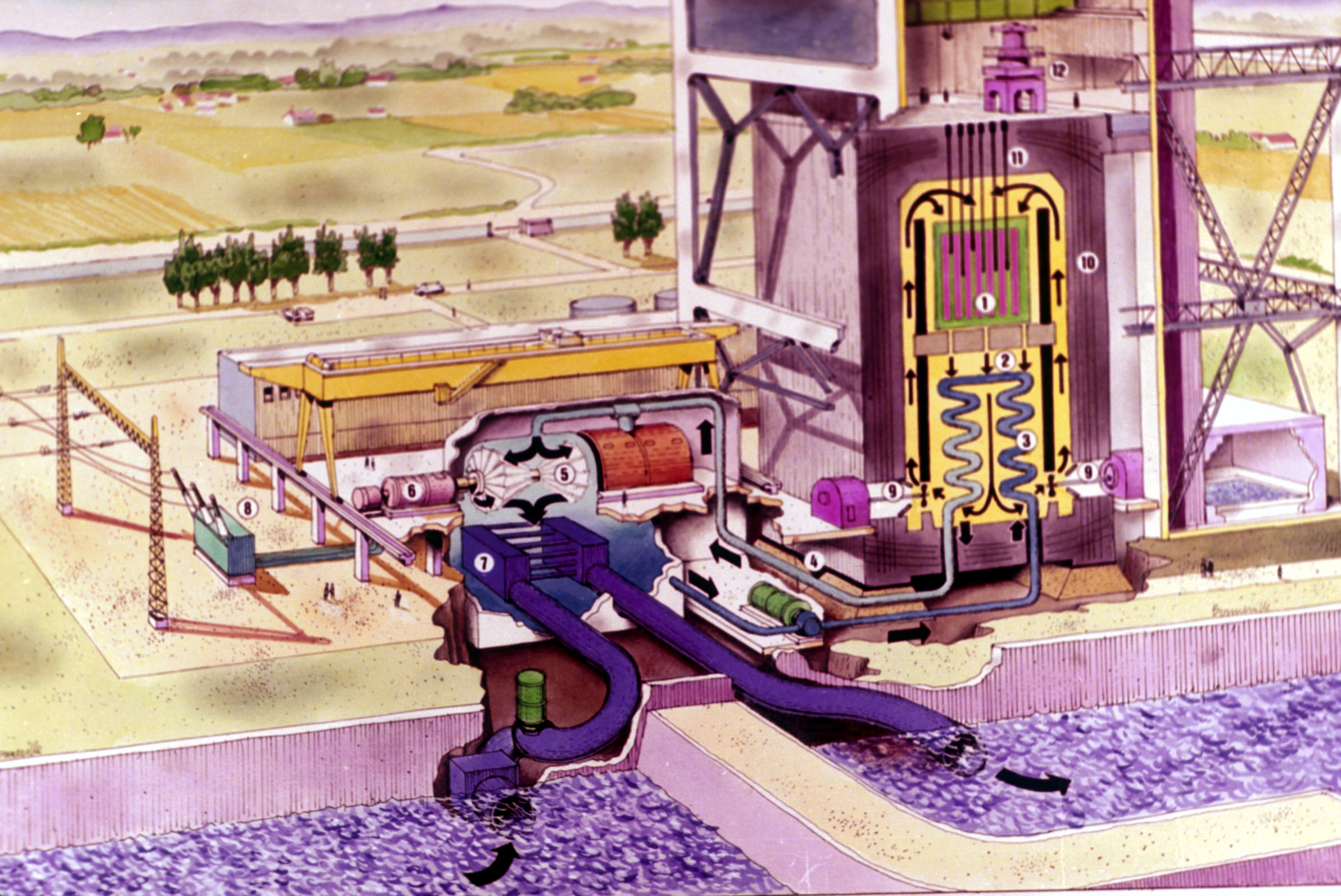
UNGG炉の図解

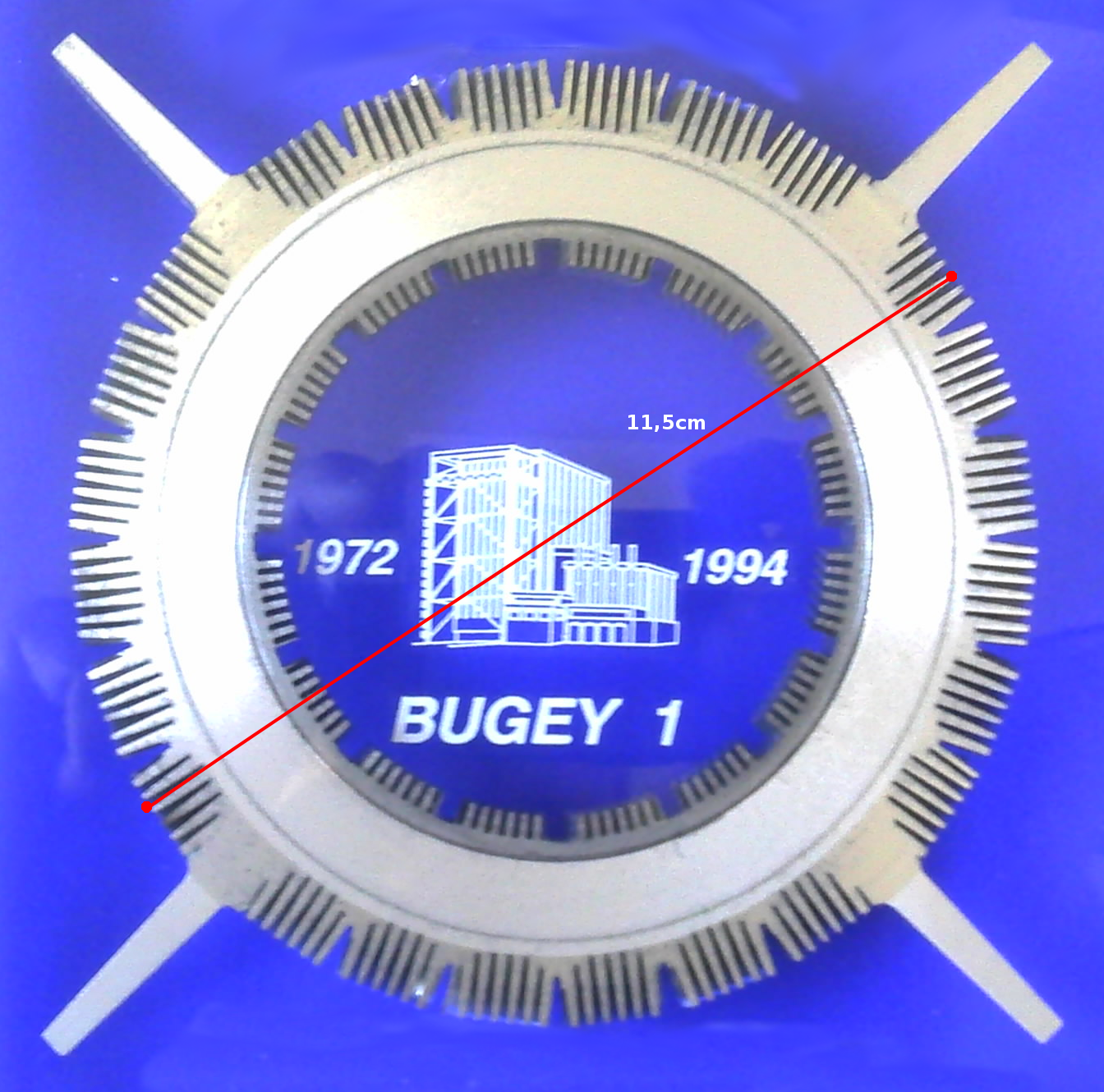
UNGG燃料の断面図。内部にも冷却材流路が設けられていることがわかる。

UNGG炉はフランスで設計・開発された発電用原子炉である。天然ウランの金属燃料を使用する黒鉛減速・炭酸ガス冷却炉であり、名称はフランス語のUranium Naturel  (天然ウラン)・Graphite (黒鉛)・Gaz (ガス) の頭文字を取ったものである。フランスの第1世代原子力発電所はいずれもUNGG炉を採用しており、その他スペインのバンデリョス原子力発電所1号機にも採用された。合計10基が建設されたが、主に運転員の人件費などの経済的な理由により1994年末までにいずれも運転を終了した。
UNGG炉はガス冷却炉 (GCR)としてはマグノックス炉と並んで主流だった方式で、英語文献では単にGCRとされたり、場合によってはマグノックス炉と書かれることもあった。しかし、UNGG炉はイギリスで開発されたマグノックス炉とは独立かつ並行に開発されたもので、要求条件が似通っていただけに過ぎない。マルクール原子力地区に設置された最初のUNGG炉では燃料チャネルは横置きで、封じ込め構造はコンクリート製であった。シノン原子力発電所A1号機では燃料チャネルは縦置きになり、マグノックス炉と同様に鋼製圧力容器に収められた。
マグノックス炉では燃料被覆管をマグネシウム-アルミニウム合金製としていたのに対し、UNGG炉ではマグネシウム-ジルコニウム合金を採用していた。いずれの素材も水と反応してしまうため、使用済燃料プールに保管できるのは短期間に過ぎなかった。燃料の性質上、燃焼度が低いうちに再処理が必要であったが、燃料の取り扱いは厳重な放射線遮蔽が施された施設で行わなければならなかった。
実験段階のものは原子力・代替エネルギー庁 (CEA)、後のEDFが建設したが、後に建設されたものでは出力の増大が図られた。最大のものはビュジェ原子力発電所1号機で、電気出力は54万kWであった。

## ユニット
- マルクール原子力地区 G1、G2、G3。G1は1956年に初臨界を達成した。
- シノン原子力発電所（アンドル＝エ＝ロワール県） A1、A2、A3。
- サン＝ローラン＝デ＝ゾー原子力発電所（ロワール＝エ＝シェール県） A1、A2。それぞれ運転開始が1969年/1971年、運転終了が1990年4月/1992年6月。
- ビュジェ原子力発電所（アン県）1号機。フランスで建設された最後のUNGG炉で、1972年に初臨界を達成し、1994年5月に閉鎖された。
- バンデリョス原子力発電所（スペイン）1号機。フランス国外に建設された唯一のUNGG炉で、1990年7月に閉鎖された。

マルクールおよびシノンに建設された初期型では熱交換器が圧力容器の外に設置されていたが、後期型では熱交換器を圧力容器の中に設置するよう改められた。